# Кутуев, Рауф Ибрагимович
Рауф Ибрагимович Кутуев (1925—1944) — младший лейтенант Рабоче-крестьянской Красной армии, участник Великой Отечественной войны, Герой Советского Союза (1945).

## Биография
Рауф Кутуев родился 6 мая 1925 года в Самаре. Татарин. С 1930 года проживал в Актюбинске, где окончил семь классов школы. В январе 1943 года Кутуев был призван на службу в Рабоче-крестьянскую Красную армию. С августа того же года — на фронтах Великой Отечественной войны. В 1944 году Кутуев окончил курсы младших лейтенантов. 20 сентября 1944 года был ранен в обе ноги, но вскоре вернулся в строй.
К декабрю 1944 года младший лейтенант Рауф Кутуев командовал взводом 6-й стрелковой роты 2-го стрелкового батальона 1-го стрелкового полка 99-й стрелковой дивизии 46-й армии 2-го Украинского фронта. Отличился во время освобождения Венгрии. 5 декабря 1944 года взвод Кутуева успешно переправился через Дунай в районе города Эрчи и принял активное участие в боях за захват и удержание плацдарма. В бою Кутуев был ранен, но продолжал сражаться. Во время отражения четвёртой контратаки он погиб. Действия взвода Кутуева способствовали успешному расширению плацдарма и дальнейшему наступлению с него основных сил.
Указом Президиума Верховного Совета СССР от 24 марта 1945 года за «мужество и героизм, проявленные при форсировании Дуная и удержании плацдарма на его правом берегу» младший лейтенант Рауф Кутуев посмертно был удостоен высокого звания Героя Советского Союза. Также посмертно был награждён орденом Ленина.

За отличие при форсировании Дуная Указом от 24.03.1945 года Золотой Звездой Героя Советского Союза наградили ещё 14 воинов  из 2-го стрелкового батальона 1-го стрелкового полка старшего лейтенанта Забобонова Ивана Семеновича, в том числе: старшего лейтенанта Милова Павла Алексеевича, старшего лейтенанта Чубарова Алексея Кузьмича, лейтенанта Храпова Николая Константиновича, лейтенанта Колычева Олега Федосеевича, младшего лейтенанта Кутуева Рауфа Ибрагимовича, старшего сержанта Шарпило Петра Демьяновича, сержанта Ткаченко Ивана Васильевича, сержанта Полякова Николая Федотовича, рядового Зигуненко Ильи Ефимовича, рядового Остапенко Ивана Григорьевича, рядового Мележика Василия Афанасьевича, рядового Зубовича Константина Михайловича, рядового Трошкова Александра Даниловича...

## Память
В честь Кутуева названа улица и установлена стела в Актюбинске.
В Самаре на доме где он жил установлена памятная доска. 